# Żurawli
Żurawli – istniejący od 1972 r. chór męski, reprezentacyjny zespół chóralny Związku Ukraińców w Polsce. Zrzesza chórzystów z całego kraju. Siedzibą chóru jest Warszawa. Repertuar zespołu obejmuje ukraińską muzykę ludową oraz najwybitniejsze kompozycje ukraińskiej klasyki chóralnej.

## Historia
Inicjatorem powstania zespołu był Michał Strumiński. Współzałożycielem i pierwszym dyrygentem chóru był Jarosław Polański – znany ukraiński działacz społeczny pochodzący z Łemkowszczyzny, dyrygent, pedagog i popularyzator pieśni łemkowskich, absolwent Państwowej Wyższej Szkoły Muzycznej w Warszawie. Pierwsza próba chóru odbyła się w lutym 1972 roku w Śródborowie pod Warszawą i uczestniczyło w niej 35 przyszłych chórzystów, zaś pierwszy koncert – 27 lutego 1972 roku w sali Państwowej Wyższej Szkoły Muzycznej w Warszawie. W 1983 roku na czele chóru stanął jeden z chórzystów – Roman Rewakowicz, absolwent Akademii Muzycznej im. F. Chopina w Warszawie. W 1993 r. dyrygentem „Żurawli” został inny członek zespołu – Roman Radziwonowicz, absolwent poznańskiej Akademii Muzycznej. Od 1999 do 2003 roku chór prowadził Jarosław Lewków, absolwent Ukraińskiej Narodowej Akademii Muzycznej im. P. Czajkowskiego w Kijowie. W 2003 roku funkcję dyrygenta objął Jarosław Wujcik, były członek chóru, absolwent Akademii Muzycznej w Gdańsku.
W chórze śpiewało w sumie ponad 200 osób pochodzących z miejscowości z całej Polski. Wśród chórzystów byli przedstawiciele zespołów artystycznych działających wówczas w ramach Ukraińskiego Towarzystwa Społeczno-Kulturalnego i jednocześnie aktywni działacze tej organizacji, osoby niezaangażowane w działalność UTSK, śpiewacy greckokatolickich i prawosławnych chórów parafialnych, Ukraińcy wysiedleni w 1947 r. w ramach Akcji Wisła, czy osoby z rodzin emigrantów z Ukrainy.

## Dyrygenci
| Lata pracy | Imię i nazwisko     |
| ---------- | ------------------- |
| 1972–1983  | Jarosław Polański   |
| 1983–1993  | Roman Rewakowicz    |
| 1993–1999  | Roman Radziwonowicz |
| 1999–2003  | Jarosław Lewków     |
| 2003–      | Jarosław Wujcik     |

## Znani członkowie chóru
- Włodzimierz Mokry: profesor Uniwersytetu Jagiellońskiego, twórca Fundacji Św. Włodzimierza, poseł na Sejm X kadencji
- Bazyli Igor Medwit: egzarcha kijowsko-wyszhorodzki, biskup pomocniczy egzarchatu doniecko-charkowskiego Ukraińskiego Kościoła Greckokatolickiego
- Jerzy Rejt: pierwszy przewodniczący Związku Ukraińców w Polsce
- Anatol Kobelak: sekretarz redakcji tygodnika mniejszości ukraińskiej w Polsce Nasze Słowo

## Osiągnięcia
Żurawli nagradzano na najbardziej prestiżowych festiwalach chóralnych w Polsce:
- 2011 – XXX Jubileuszowy Międzynarodowy Festiwal Muzyki Cerkiewnej Hajnówka 2011 w Białymstoku, III miejsce w kategorii amatorskich chórów świeckich
- 2008 – XXVII Międzynarodowy Festiwal Dni Hajnowskie Muzyki Cerkiewnej, III miejsce w kategorii innych chórów.
- 2000 – Ogólnopolski Turniej Chórów „Legnica Cantat”, nagroda wojewody dolnośląskiego
- 1997 – Międzynarodowy Festiwal chóralny w Prewezie (Grecja), brązowy medal, I miejsce w kategorii chórów jednorodnych
- 1993 – Ogólnopolski Turniej Chórów „Legnica Cantat”, nagroda specjalna dolnośląskiego oddziału Polskiego Związku Chórów i Orkiestr
- 1984 – Międzynarodowy Festiwal Muzyki Cerkiewnej w Hajnówce, II nagroda w kategorii chórów nieparafialnych
- 1977 – Międzynarodowy Festiwal Pieśni Chóralnej w Międzyzdrojach, nagroda specjalna Towarzystwa Miłośników Międzyzdrojów

## Dyskografia
| Rok  | Tytuł                                                                        | Wydanie                                        |
| ---- | ---------------------------------------------------------------------------- | ---------------------------------------------- |
| 1978 | Chór męski „Żurawie”. Чоловічий хор „Журавлі”.                               | Pronit, Z-SX 733, Polskie Nagrania, Polska     |
| 1981 | Український чоловічий хор «Журавлі». Ukrainia Male Chorus „Zhuravli”.        | Chwyli Dnistra, CD-Album-44, Stany Zjednoczone |
| 1986 | The Ukrainian chorus Zhuravli                                                | AAC Records, aac-105, Stany Zjednoczone        |
| 1987 | Журавлі. Żurawli ukraiński chór męski.                                       | Pronit, PLP 0085                               |
| 1990 | Pieśni ukraińskie                                                            | OUP 001, Polska                                |
| 1997 | Українські колядки. Kolędy ukraińskie. Ukrainian carrols.                    | OUP 002, Polska                                |
| 2008 | Воскликніте Господеві, вся земля. Sławcie Boga z radością, wszystkie ziemie. | Związek Ukraińców w Polsce, ZUwP 002, Polska   |
| 2011 | Ностальгія. Nostalgia.                                                       | Związek Ukraińców w Polsce, ZUwP 003, Polska   |